# 越南—莫桑比克關係
越南－莫桑比克關係亦称莫桑比克－越南關係（葡萄牙語：Relações entre Moçambique e Vietname，是指越南社會主義共和國與莫桑比克共和國兩國的雙邊關係。兩國均為不結盟運動、77國集團的成員國。

## 歷史
莫桑比克獨立戰爭爆發时，越南民主共和国在道義上支持莫桑比克獨立。莫三比克人民共和國于1975年脱离葡萄牙独立，越南民主共和国及越南南方共和国即在當天與莫桑比克建交并相互承认。1976年，越南在马普托开设驻莫桑比克大使馆。1979年，中越战争期间，莫桑比克譴責中國，支持越南，並要中國撤軍及停火。1990年，越南驻莫桑比克大使馆一度因为经费问题裁撤。
2007年，莫桑比克在河内开设名誉领事馆。2009年5月，越南重新在马普托开设驻莫桑比克大使馆，并兼辖马达加斯加、毛里求斯和塞舌尔。2011年8月，莫桑比克在河内设立驻越南大使馆，该大使馆为莫桑比克在东南亚唯二的大使馆（另一个是莫桑比克驻印尼大使馆）。此后，两国联系更加紧密，经贸关系得到显著加强。

## 经贸往来
2015年，越、莫双边贸易额达6610万美元，其中越南对莫桑比克出口5960万美元，从莫桑比克进口650万美元。越南对莫桑比克出口水泥、大米、电线和电缆等商品，并从莫桑比克进口棉花制品、布料、木材、烟草等产品。
莫桑比克是越南对外直接投资的第八大接受国。2012年1月10日，越南军用电子电信公司在莫桑比克成立莫越电信公司，该公司是除莫桑比克电信公司之外莫桑比克最大的电信公司之一，其3G網路覆盖了莫桑比克93%的地区。此外，越南亦协助莫桑比克开展了《粮食作物和食品作物研究发展合作项目》，帮助莫桑比克农民改善耕作技术，提升水稻等农作物产量。

## 人文交流
莫桑比克國內有越僑約400人，他们多为越南援助莫桑比克的科学专家及工人。马普托亦有一条以越南领导人胡志明命名的马路。两国政府亦签署了互换奖学金项目并互相派遣留学生。越南佛教协会也在马普托设有分协会。

## 外部連結
- 越南駐莫三比克大使館官方網站 （页面存档备份，存于）
- 越南外交部關於莫桑比克的相關資訊 （页面存档备份，存于）